# Рио де Жанеиро
Рио де Жанеиро (порт. Rio de Janeiro - „Јануарска река“), или једноставно Рио, је име града у истоименој држави у југоисточном Бразилу. Рио де Жанеиро је бивши главни град Бразила (од 1763. до 1960) и Португалског царства (од 1808. до 1821).
Спектакуларно природно окружење, карневал, самба и плаже као што су Копакабана, Ипанема и Леблон су оно по чему се препознаје Рио. Најпознатија атракција и заштитни знак града је статуа Исуса, позната као статуа Христа Спаса (Cristo Redentor) на брду Корковаду. Ту су и брдо Шећерна Глава са жичаром која иде до његовог врха, затим Самбодром - место где се одржава главна карневалска парада, као и стадион Маракана, један од највећих у свету. Рио такође посједује и двије највеће шуме у урбаном подручју, Педра Бранка (Floresta de Pedra Branca) и Тижука (Floresta da Tijuca).
Процена броја становника у граду за 2005. годину је 6.094.183, а у ширем кругу града је процијењено да живи између 11 и 12 милиона становника. Ипак, Рио није највећи град у Бразилу, али је одмах иза Сао Паула. Људе из Рио де Жанеира зову Кариоке, а неслужбена химна града је „Чудесан град“ (Cidade Maravilhosa).

## Историја
Залив Гуанабара, мјесто будућег града, први пут су видјели португалски истраживачи у експедицији коју је водио Гаспар ди Лемос (Gaspar de Lemos), 20. јануара, 1502. године, одакле и потиче назив Рио ди Жанеиро (Јануарска ријека). Легенда каже да су морепловци овај залив назвали ријеком јер су и мислили да је у питању ријека, међутим, то се тешко може десити искусним морепловцима. Истина је да се у то вријеме ријеч ријека користила за све веће водене површине које улазе у копно.
Фердинанд Магелан је 1519, у заливу допуњавао залихе, а француски кријумчари су га користили за шверц дрвета бразил. Када је француски витез Де Вилгањон (Nicolas Durand de Villegaignon) дошао у залив са 600 војника и колониста, основао је прву европску насеобину у овом дијелу Бразила, под називом Француски Антарктик (France Antarctique). Колонисти су углавном били Французи и Швајцарци.
Званично, град је основао 1. марта 1565. године португалски витез, братић тадашњег генералног гувернера Бразила, Estácio de Sá. Првобитни назив града је био São Sebastião do Rio de Janeiro (Свети Себастијан Јануарске Ријеке), у част португалском краљу Себастијану I. Основни разлог оснивања града је било протјеривање Француза из Бразила. У годинама које слиједе Рио ће бити мета гусара, нарочито оних чије су земље били противници Португалије у овом дијелу свијета, Холандије и Француске.
Рио је основан на врху брда Шећерна Глава. Касније је читав један град израстао на врху овог брда, опонашајући дотадашње средњовјековне европске градове и њихову стратегију одбране. Како је Шећерна Глава била центар града, постала је и центар ширења града, на југ и запад.
На крају 16. вијека португалска круна је више пажње посветила бразилским мјестима на Атлантику. Мјеста су постала веома битне стратешке тачке у бродском саобраћају јужног Атлантика, између португалских колонија у Африци и Америци, као и у саобраћају ка Европи. Португал гради тврђаву у Рију и склапа савезе са домороцима како би бранили град од гусара. Ускоро је почео и индустријски развој: у питању је била производња и прерада шећерне трске, међутим, како је сјеверни Бразил производио квалитетнији шећер, ова грана индустрије је полако почела да умире.
До почетка осамнаестог вијека град је нападан углавном од стране француских гусара. Послије 1720, када су португалски истраживачи у планинама данашњег Минас Жераиса пронашли злато и дијаманте, Рио је постао много погоднија лука за извоз од дотадашње највеће бразилске луке Салвадора у Баији. 1763. године, Рио и званично постаје административни центар од Португалије Америке.
Када је 1808. године португалска краљевска породица, бежећи пред Наполеоном, стигла у Рио де Жанеиро, Рио је постао главни град читавог португалског царства, чиме је постао једина европска пријестоница изван Европе. Многи становници Рија су овом приликом истјерани из својих кућа како би племићи из Португалије имали довољно комотан смјештај.
Када је Педро I од Бразила прогласио независност Бразила, 1822. године, одлучио је задржати Рио као пријестоницу његовог новог царства, али је већ тада град почео губити на значају како економском тако и политичком. Нови град се уздизао чак и изнад Рија, био је то Сао Пауло.
Почетком 20. вијека, град је био углавном ограничен на подручје данашњег историјског центра (описано доле) на самим устима залива Гуанабара. Тада се тежиште градског живота полако почиње помјерати интензивније ка југу и западу у данашњу Јужну Зону (Zona Sul), а прекретница је било бушење тунела који повезује четврти Ботафого и Копакабану. Природне љепоте плаже у комбинацији са луксузом и стилом Копакабана Палас хотела, помогао је Рију да стекне репутацију града забаве на плажи, примамљивог за туристе (иако је ова репутација мало пољуљана у задње вријеме, стварањем фавела и насиљем везаним за трговину дрогама).
Рио је остао Бразилска пријестоница и послије 1889. године, када је војска збацила монархију и успоставила републику. Ипак, планови о пресељавању пријестонице у централне дијелове земље, како би била једнако удаљена од свих бразилских крајева, су постојали и у то вријеме. Напокон је 1955. године, тадашњи предсједник Жуселино Кубичек (Juscelino Kubitschek), одмах по свом избору на ово мјесто обећао изградњу нове Бразилске пријестонице. Иако су многи држали да је у питању политичка реторика, Кубичек је успио створити нови град Бразилију до 1960. године. Исте године, 21. априла, пријестоница је и званично пребачена из Рио де Жанеира у Бразилију.
Сљедећих 15 година, до 1975. године Рио је био град-држава (као што су Хамбург и Бремен у Њемачкој) под називом Гуанабара, по заливу који га окружује. 1975. године, предсједничким декретом познатим као A Fusão (фузија - спајање), град је изгубио федерални статус и утопио се у државу Рио де Жанеиро. И данас Кариоке, траже да им се врати општинска аутономија.

## Делови града
Град је подељен на:
- Историјски центар;
- Јужна зона - туристичка зона, са познатим плажама;
- Сјеверна зона - индустријска зона;
- Западна зона са новим дистриктом Barra da Tijuca.

### Центар
представља историјски центар града. Овдје се налази колонијална зграда 'Paço Imperial', која је служила као резиденција португалски гувернерима колонијалног Бразила. Ту су такође многе историјске цркве, укључујући и катедралу Канделарија. Градско Позориште и неколико музеја се такође налазе у центру. Центар је и даље пословно срце града. Једна од познатих атракција града је и трамвај Бондињо, који кружи по центру преко акведукта Arcos da Lapa (саграђеног 1750, претвореног у мост 1896) и оближње четврти Санта Тереза, назад у центар.

### Јужна зона
Јужна зона Рио де Жанеира се састоји од неколико четврти, међу којима су Сао Конрадо, Леблон, Ипанема, Арпоадор, Копакабана и Леме, који чине најпознатију обалну линију у Рију. Остале четврти у Јужној зони су Ботафого, Фламенго, Урка, Лагоа, Гавеа, Жардим Ботанику и Ларанжејрас.
Копакабана је осим плаже позната и по најспектакуларнијем дочеку нове године, гдје више од два милиона људи слави нову годину на пијеску и гледа новогодишњи ватромет. Од 2001 ватромет се испаљује из чамаца ради сигурности учесника и цијеле четврти.
Сјеверно од Лемеа, на улазу у залив Гуанабара, налази се четврт Урка и брдо Шећерна Глава ('Pão de Açúcar'), позната грба на крајолику Рија, друга по висини у граду, одмах иза Педра да Гавеа. До њеног врха се може доћи жичаром са плаже Праја Вермеља, са заустављањем на брду Урка. Поглед који се нуди са овог врха се још једино може видјети на врху брда Корковаду. На оближњем врху, Педра Бонита, се упражњава змајарство (хенг-глајдинг). Змајеви, лет завршавају на плажи Праја до Пепино у четврти Сао Конрадо.
Шума Тижука (Floresta da Tijuca), која се налази у јужној зони Рија, је друга по величини, шума у урбаној средини. Највећа шума у урбаној средини се такође налази у Рију, и у питању је шума Педра Бранка (Floresta da Pedra Branca). Филм За све је крив Рио из 1984. године је снимљен у близини шуме Тижука, а куће за изнајмљивање, које су и ликови у филму изнајмили, са руба шуме пружају невјероватан поглед на познате плаже.

### Сјеверна зона
У сјеверној зони Рија се налази стадион Маракана, некада највећи фудбалски стадион, а данас послије преуређења може да прими око 80.000 гледалаца (највећи стадион је Стадион Првог маја у Пјонгјангу, Сјеверна Кореја). Капацитет стадиона је смањен због сигурносних правила. Послије реновирања Маракана ће моћи да прими 120.000 гледалаца. Отварање и затварање Панамеричких игара 2007. је одржано на овом стадиону.
Осим Маракане, у сјеверној зони Рија се налазе и друге туристичке и историјске атракције, као што је Мангуињос - биомедицински институт у облику маварског дворца, објекат Quinta da Boa Vista и стара империјална палата Пасо у којој се сада налази Бразилски Национални Музеј.
У сјеверној зони се налази и међународни аеродром Antônio Carlos Jobim (који је добио име по познатом бразилском музичару), као и главни студентски кампус Федералног Универзитета Рио де Жанеиро, на острву Фундао. Осим острва Фундао, и острво Говернадор се налази у сјеверној зони.

### Западна зона
Западна зона је најудаљенији од центра града. Укључује четврти Бара да Тижука, Jacarepaguá, Recreio dos Bandeirantes, Vargem Grande, Campo Grande, Santa Cruz и Bangu. Четврти у овој зони најбоље откривају међусобне социјалне разлике класа грађана у Бразилу. У овој се регији налазе и индустријске зоне, али и неколико мањих области су и даље окренуте пољопривреди.
Западно од старих четврти ове зоне је Бара да Тижука, која је тренутно дио који се највише гради, због чињенице да су трошкови земље и градње најнижи у читавом Рију, а није занемарљива ни чињеница да је четврт на обали. Ово привлачи не само средњу, него и вишу класу која за собом повлачи и луксуз, шопинг центре и једну дозу лежерности. Урбанистички планови за ову област у рађене у касним шездесетим годинама 20. вијека, мијешајући предграђа у САД (куће са двориштем) и небодере. Плаже Бара да Тижуке постају све популарније, а у овој ће четврти бити и спортско село за пан-америчке игре 2007. Све ово представља Бару у будућности, као посебан град.
Осим Баре и Jacarepaguá и Campo Grande, такође доживљавају препород и значајан привредни раст.

## Географија
Рио де Жанеиро је на далеком западном делу сегмента бразилске атласке обале (између мореуза источно од Илја Гранд, на Коста Верд, и Кабо Фрио), близо јужног повратника, где обала има оријентацију исток-запад. Гледајући углавном на југ, град је заснован на затону овог дела обале, заливу Гванабара (Baía de Guanabara). Улаз је обележен тачком земљишта званом Глава шећере (Pão de Açúcar) — „визиткартом“ града.
Центар града, лежи на равници западне обале залива Гванабара. Знатан део града, који се обично назива Северном зоном (Zona Norte), се протеже северозападно на равници која се састоји од морских и континенталних наслага и на брдима и неколико стеновитих планина. Јужна зона (Zona Sul) града, досеже плаже дуж отвореног море, и одсечена је од Центра и од Северне зоне приобалним планинама. Те планине и брда су изданци Сера ду Мара на северозападу, древног гнајсно-гранитног планинског ланца који формира јужне обронке Бразилске висоравни. Велика Западна зона (Zona Oeste), дуго одвојена планинским тереном, је постала доступнија из Јужне зоне путем нових путева и тунела изграђених крајем 20. века.
Популација града Рио де Жанеиро, која заузима површину од 1.182,3 km2 (456,5 sq mi), је око 6.000.000. Популација шире метрополитанске области се процењује да је 11–13.5 милиона. Рио је био бразилска престоница до 1960, кад је Бразилија преузела тај статус. Становници града су познати као кариокас. Званична песма Риа је „Cidade Maravilhosa“, композитора Андреа Филхоа.

### Клима
Рио има типичну тропску климу са високим температурама и влажношћу током читаве године. Љетње врућине достижу и преко 40 °C. Ипак, велики број водених површина и близина брда и планина чине љето у Рију подношљивим. Падавине су честе, нарочито у љетњим мјесецима, када су могуће и олује, али не и тропски циклони.
| Клима Рио де Женеира                                           | Клима Рио де Женеира | Клима Рио де Женеира | Клима Рио де Женеира | Клима Рио де Женеира | Клима Рио де Женеира | Клима Рио де Женеира | Клима Рио де Женеира | Клима Рио де Женеира | Клима Рио де Женеира | Клима Рио де Женеира | Клима Рио де Женеира | Клима Рио де Женеира | Клима Рио де Женеира |
| Показатељ \ Месец                                              | .Јан.                | .Феб.                | .Мар.                | .Апр.                | .Мај.                | .Јун.                | .Јул.                | .Авг.                | .Сеп.                | .Окт.                | .Нов.                | .Дец.                | .Год.                |
| -------------------------------------------------------------- | -------------------- | -------------------- | -------------------- | -------------------- | -------------------- | -------------------- | -------------------- | -------------------- | -------------------- | -------------------- | -------------------- | -------------------- | -------------------- |
| Апсолутни максимум, °C (°F)                                    | 40,9 (105,6)         | 41,8 (107,2)         | 41 (106)             | 39,3 (102,7)         | 36,3 (97,3)          | 35,9 (96,6)          | 34,9 (94,8)          | 38,9 (102)           | 40,6 (105,1)         | 42,8 (109)           | 40,5 (104,9)         | 42 (108)             | 42,8 (109)           |
| Максимум, °C (°F)                                              | 30,2 (86,4)          | 30,2 (86,4)          | 29,4 (84,9)          | 27,8 (82)            | 26,4 (79,5)          | 25,2 (77,4)          | 25 (77)              | 25,5 (77,9)          | 25,4 (77,7)          | 26 (79)              | 27,4 (81,3)          | 28,6 (83,5)          | 27,3 (81,1)          |
| Просек, °C (°F)                                                | 26,3 (79,3)          | 26,6 (79,9)          | 26 (79)              | 24,4 (75,9)          | 22,8 (73)            | 21,8 (71,2)          | 21,3 (70,3)          | 21,8 (71,2)          | 22,2 (72)            | 22,9 (73,2)          | 24 (75)              | 25,3 (77,5)          | 23,8 (74,8)          |
| Минимум, °C (°F)                                               | 23,3 (73,9)          | 23,5 (74,3)          | 23,3 (73,9)          | 21,9 (71,4)          | 20,4 (68,7)          | 18,7 (65,7)          | 18,4 (65,1)          | 18,9 (66)            | 19,2 (66,6)          | 20,2 (68,4)          | 21,4 (70,5)          | 22,4 (72,3)          | 21 (70)              |
| Апсолутни минимум, °C (°F)                                     | 17,7 (63,9)          | 18,9 (66)            | 18,6 (65,5)          | 16,2 (61,2)          | 11,1 (52)            | 11,6 (52,9)          | 12,2 (54)            | 10,6 (51,1)          | 10,2 (50,4)          | 10,1 (50,2)          | 15,1 (59,2)          | 17,1 (62,8)          | 10,1 (50,2)          |
| Количина кише, mm (in)                                         | 137,1 (5,398)        | 130,4 (5,134)        | 135,8 (5,346)        | 94,9 (3,736)         | 69,8 (2,748)         | 42,7 (1,681)         | 41,9 (1,65)          | 44,5 (1,752)         | 53,6 (2,11)          | 86,5 (3,406)         | 97,8 (3,85)          | 134,2 (5,283)        | 1.069,4 (42,102)     |
| Дани са кишом (≥ 1 mm)                                         | 11                   | 7                    | 8                    | 9                    | 6                    | 6                    | 4                    | 5                    | 7                    | 9                    | 10                   | 11                   | 93                   |
| Релативна влажност, %                                          | 79                   | 79                   | 80                   | 80                   | 80                   | 79                   | 77                   | 77                   | 79                   | 80                   | 79                   | 80                   | 79,1                 |
| Сунчани сати — месечни просек                                  | 211,9                | 201,3                | 206,4                | 181                  | 186,3                | 175,1                | 188,6                | 184,8                | 146,2                | 152,1                | 168,5                | 179,6                | 2.181,8              |
| Извор: Бразилски национални институт за метеорологију (INMET). |                      |                      |                      |                      |                      |                      |                      |                      |                      |                      |                      |                      |                      |

## Становништво
| 1991.     | 2000.     | 2010.     |
| --------- | --------- | --------- |
| 5.473.909 | 5.851.914 | 6.320.446 |

## Социјални услови
Рио је типичан бразилски град у погледу великих разлика између богатих и сиромашних. Иако је у питању један од највећих свјетских градова, значајан проценат популације (око 15%) живи у сиромаштву. Сиромаштво је најизраженије у неформалним насеобинама, које се овдје називају фавелама, које се најчешће налазе на стрминама на којима није ни могуће градити неке трајније и чвршће грађевине, и гдје су и несреће попут тешких плављења у кишном периоду најчешће. У фавелама су највише стопе криминала, због дрога, борби банди и дугих криминалних облика, најчешће проузрокованих сиромаштвом.
Оно што је необично за фавеле у Рију је њихова близина богатим четвртима. Тако су богате четврти попут Ипанеме и Копакабане, стијешњене између плажа и брда, а на падинама ових брда се налазе сиромашне фавеле.

## Спорт
Рио де Жанеиро је био домаћин Пан-америчких игара 2007. године.
Финале Свјетског првенства у одбојци на пијеску се одржава у Рио де Жанеиру. У четврти Jacarepaguá се одржавала Велика Награда Бразила у Формули 1 од 1978 до 1990. године. Шампионат у сурфингу се одржавао на плажама Рија 17 година за редом, од 1985 до 2001. године.
Поред самог храма фудбала, стадиона Маракана, се гради нови стадион, капацитета 45 000 гледалаца. Стадион ће носити име бившег предсједника ФИФА-е и кариоке Жоао Авеланжа. У склопу кандидатуре за Љетње олимпијске игре 2012. године, на Копакабани су изграђена борилишта за триатлон, одбојку на пијеску и јахтинг.
Рио де Жанеиро је био домаћин Љетњих олимпијских игара 2016.

### Фудбал
Ипак, најпопуларнији спорт у Рију је фудбал, или како га кариоке зову futebol. У Рију се налазе неки од највећих Бразилски фудбалских клубова:
- Ботафого,
- Фламенго,
- Флуминенсе и
- Васко да Гама.

Осим фудбала, у Рију је веома популаран и фудбал на песку.

## Партнерски градови
- Аделејд
- Ахмедабад
- Амстердам
- Атина
- Атланта
- Барселона
- Batangas City
- Батуми
- Баку
- Пекинг
- Бејрут
- Букурешт
- Буенос Ајрес
- Бусан
- Cabo Frio
- Каракас
- Казабланка
- Куско
- Дубаи
- Дурбан
- Женева
- Гимараис
- Хавана
- Истанбул
- Џеда
- Јерусалим
- Џуније
- Kaohsiung
- Кијев
- Кобе
- Ла Паз
- Лагос
- Лисабон
- Ливерпул
- Мадрид
- Манагва
- Манаус
- Мапуто
- Мексико Сити
- Монпеље
- Натал
- Њуарк
- Ница
- Нитерој
- Оклахома Сити
- Паола
- Повоа де Варзим
- Пуерто Варас
- Рамала
- Рамат Ган
- Rufisque
- Санкт Петербург
- Сен Тропе
- Санта Круз де Тенерифе
- Санто Доминго
- Сеул
- Тел Авив
- Тунис
- Ванкувер
- Вила Нова де Гаја
- Варшава
- Јереван
- Најроби
- Нант
- Santo Tirso Municipality
- Мајами
- Teresópolis
- Келн
- Праја
- Макао
- Кали

## Нопомене
1. ↑  Data from INMET station in the neighborhood of Saúde.

### Званични
- Званични веб-сајт
- веб-камере у Рију

### Образовање
- Pontifical University of Rio de Janeiro
- COPPE/UFRJ - највећи постдипломски студији и истраживачки центар у Латинској Америци, дио Федералног Универзитета Рио де Жанеира - UFRJ
- UERJ Архивирано на веб-сајту  (18. мај 2021) - Државни Универзитет Рио де Жанеира
- UNIRIO - Још један Федерални Универзитет лоциран у Рију
- Амерички Универзитет -

### Фотографије
- Стотине слика Рија од 1920 до данас Архивирано на веб-сајту  (21. децембар 2005)
- Фото-водич кроз Рио

### Туризам
- Туристички водич кроз Рио де Жанеиро и друге дестинације у Бразилу. Архивирано на веб-сајту  (28. септембар 2007)